# Apple M1
Der Apple M1 ist das erste Arm-basierte System-on-a-Chip (SoC) von Apple für seine Mac-Computer. Es wird seit Ende 2020 im MacBook Air der 4. Generation, im Mac mini der 5. Generation und im MacBook Pro mit 13-Zoll-Display verbaut. Seit Mai 2021 wird es auch im iPad Pro und im iMac und seit März 2022 auch im iPad Air der 5. Generation verbaut. Der M1 ist der erste Chip für einen Personal Computer, der in einem 5-nm-Prozess gefertigt wurde. Hersteller ist das taiwanische Unternehmen TSMC.

## M1 Design
Der M1 besteht aus 16 Milliarden Transistoren.
Er hat vier High-Performance-Cores (genannt Firestorm) und vier Energieeffizienz-Cores (genannt Icestorm), ähnlich einer Konfiguration wie man sie auch bei Arm big.LITTLE findet. Diese Kombination ermöglicht Optimierungen beim  Energieverbrauch. Apple erklärt, dass die Energieeffizienz-Cores nur ein Zehntel des Energieverbrauchs der High-Performance-Cores aufweisen. Die Firestorm-Cores haben 192 KB Level-1-Befehlscache, 128 KB Daten-Cache und einen gemeinsamen 12 MB großen L2-Cache. Die Icestorm-Cores haben 128 KB Befehlscache, 64 KB Datencache und teilen sich einen 4 MB großen L2-Cache. Geekbench 5 ermittelt für das Performance-Cluster eine Taktrate von bis zu 3,20 GHz, für das Effizienz-Cluster bis zu 2,06 GHz. Apple verbaut die zweite Generation spezieller Einheiten zur Beschleunigung von Matrizenberechnungen für KI-Anwendungen (AMX genannt).
Der M1 integriert einen von Apple entwickelten Grafikprozessor (GPU) mit acht Shader-Clustern, jeder Cluster umfasst 128 ALUs; Apple gibt eine Leistung von 2,6 TFLOPS (FP32) an. Eine dedizierte neuronale Netzwerk-Hardware (NPU) mit 16 Kernen ist ebenfalls vorhanden; für sie werden 11 TOPS (engl. Trillion operations per second, deutsch Billionen (Rechen-)Operationen pro Sekunde) angegeben. Daneben gibt es noch weitere Funktionsblöcke, wie einen ISP, HDR Video Prozessor, NVMe SSD-, PCIe-4- und zwei Thunderbolt-3-Controller sowie eine Secure Enclave.
Alle Funktionsblöcke sind über eine Fabric zusammengeschlossen, ihnen steht ein gemeinsamer 8 MB großer System-Level-Cache zur Verfügung.
Der M1 nutzt 4266 MHz LPDDR-DDR4X-Speicher, der von allen Komponenten des Prozessors geteilt und auf den mit einem 128 Bit breiten Bus zugegriffen wird. Die CPU und die RAM-Chips sind zusammen in einem System-in-a-Package untergebracht. Es sind Konfigurationen mit 8 GB und 16 GB Speicher sowie 7 oder 8 aktiven GPU-Cores verfügbar.
Eine Rosetta 2 genannte dynamische Emulationstechnologie ermöglicht die Ausführung von Software, welche für die x86-Architektur entwickelt worden ist.
Laut SemiAnalysis verfügt der Apple M1 über eine Fläche (Die) von 118,91 mm².

### Produkte mit dem Apple M1
- MacBook Air (Ende 2020)
- Mac mini (Ende 2020)
- 13-Zoll-MacBook-Pro (2020, zwei Thunderbolt-Ports)
- iMac 24" (2021)[9]
- iPad Pro (2021, 12,9" 5. Generation und 11" 3. Generation)[10]
- iPad Air 5. Generation (2022)[11]

### Analyse des Apple M1

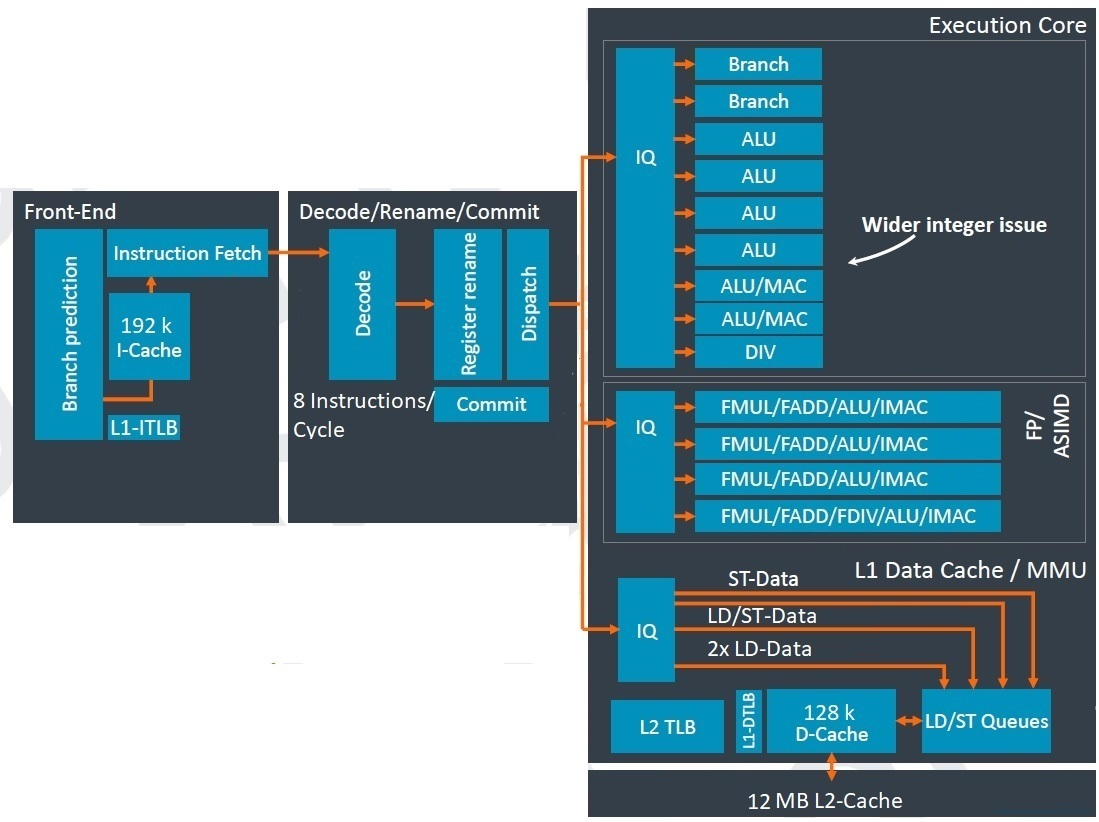
Blockschaltbild von Apples 64-Bit-Mikroarchitektur Firestorm

Am 10. November 2020 veröffentlichte der Journalist Frank Riemenschneider eine Analyse des Prozessors. Da Apple nur wenige Informationen über diesen herausgegeben hatte, hackte Riemenschneider per Jailbreak ein iPhone 12 Pro, um im Anschluss eigens entwickelte Apps sowie frei im Internet verfügbaren Code auf dieses zu laden und auszuführen. Aus den Ergebnissen zog Riemenschneider Rückschlüsse auf die von Apple Firestorm genannte Mikroarchitektur des M1, z. B. auf die Anzahl der Instruktions-Dekoder, die Anzahl und Art der Ausführungs-Einheiten und die Größe der Caches.

## M1 Pro, M1 Max und M1 Ultra
Am 18. Oktober 2021 stellte Apple zwei neue MacBook-Pro-Modelle vor, die mit den neuen SoCs M1 Pro bzw. M1 Max ausgestattet sind.
Am 8. März 2022 stellt Apple ein neues Produkt vor, welches den Namen Mac Studio besitzt. Der Mac Studio ist mit dem M1 Max oder mit dem M1 Ultra ausgestattet.

### Design
Die beiden SoCs gehören technisch zur selben Generation wie das M1-SoCs, mit deutlich mehr Einheiten bei CPU und GPU. Die CPU beider SoCs umfasst nun acht Performance- und zwei Effizienz-Kerne, die GPU des M1 Pro wurde gegenüber der des M1 verdoppelt und die des M1 Max vervierfacht.
Die CPU wird durch zwei Cluster mit je vier Firestorm-Kernen und ein Cluster mit zwei Icestorm-Kernen gebildet. Außer dem Fehlen zweier Icestorm-Kerne ist die Auslegung der einzelnen Cluster und CPU-Kerne identisch zu der im M1, jedes Cluster bringt weiterhin seinen eigenen L2-Cache und seine eigene AMX-Einheit mit. Apple hat die Anzahl der Thunderbolt-Schnittstellen auf drei erhöht und verbaut nun Controller der vierten Generation. Die Anzahl der Adress-Bits wurde von 36 auf 42 erhöht, der Adress-Raum damit von 64 GB auf 4 TiB erhöht; es ist nicht bekannt, wie viele Adressleitungen tatsächlich aus den Dies herausgeführt werden.

### M1 Pro
In der GPU des M1 Pro hat Apple die Anzahl der Shader-Clustern gegenüber dem M1 auf 16 verdoppelt, das Speicherinterface ist 256 Bit breit und kann bis zu 32 GB LPDDR5-6400-RAM ansprechen. Der aus zwei Einheiten aufgebaute System-Level-Cache umfasst 24 MB und steht wie bisher allen Einheiten auf dem Chip zur Verfügung. Apple verbaut Versionen mit sechs oder acht aktiven Firestorm-Kernen und 14 oder 16 aktiven Shader-Clustern sowie mit 16 oder 32 GB RAM.

### M1 Max
In der GPU des M1 Max hat Apple die Anzahl der Shader-Clustern gegenüber dem M1 auf 32 vervierfacht, das Speicherinterface ist hier 512 Bit breit und kann bis zu 64 GB LPDDR5-6400-RAM ansprechen. Der aus vier Einheiten aufgebaute System-Level-Cache umfasst 48 MB. Apple verbaut ausschließlich Versionen mit acht aktiven Firestorm-Kernen, die GPU kann 24 oder 32 aktiven Shader-Clustern umfassen, der RAM ist 32 oder 64 GB groß.

### M1 Ultra
Der M1 Ultra kombiniert zwei M1-Max-Dies mit einem Interface namens UltraFusion. Zum Einsatz kommt dabei TSMCs CoWoS-S (Chip-on-Wafer-on-Substrate mit Silizium-Interposer). Das Interface ermöglicht einen Datenaustausch mit 2,5 TB/s Bandbreite zwischen den beiden M1-Max-Dies. Gegenüber dem System erscheint der M1 Ultra als monolithisch. Apple verbaut ausschließlich Versionen mit 16 aktiven Firestorm-Kernen, die GPU kann 48 oder 64 aktive Shader-Cluster umfassen, der LPDDR5-6400-RAM ist 64 oder 128 GB groß. Der M1 Ultra hat eine Speicherbandbreite von bis zu 800 GB/s. Laut Apple ist dies das letzte Mitglied der M1-Familie.

### Produkte mit M1 Pro, M1 Max und M1 Ultra
- 14-Zoll-MacBook-Pro (Ende 2021)
- 16-Zoll-MacBook-Pro (Ende 2021)
- Mac Studio (2022)